# UFIP
La UFIP, acronimo di Unione Fabbricanti Italiani Piatti, è un'azienda italiana produttrice di piatti musicali, con sede a Pistoia. Pur mantenendo la produzione di piatti musicali, la UFIP produce anche altri strumenti a percussione come gong, tam-tam e campane tubolari.

## Storia
L'azienda, nacque agli inizi del secolo scorso sulle ceneri della Agati-Tronci; inizialmente organizzata con la funzione di azienda commissionaria, la UFIP svolgeva essenzialmente un ruolo di carattere commerciale con lo scopo di collocare sul mercato gli strumenti musicali prodotti da piccole aziende a carattere familiare operanti nel territorio tra Pistoia e Firenze.
Nel corso degli anni la struttura aziendale si evolse per rispondere alle esigenze del mercato ed riuscì a crearsi un ruolo importante nel panorama mondiale dei produttori di piatti musicali professionali in fusione di Bronzo B20.